# Giovanni David (pittore)
Giovanni David (Cabella, 1743 – Genova, 1790) è stato un pittore e incisore italiano attivo nel XVIII secolo.
La sua produzione, influenzata dalle scuole veneta e romana, si distingue per l'uso raffinato delle tecniche incisorie dell’acquaforte e dell’acquatinta, oltre che per un linguaggio pittorico che anticipa sensibilità preromantiche.

## Biografia
Nacque a Cabella Ligure (Alessandria) nel 1743 da Paolo David, decoratore di tessuti, e da Maria Antonia Radavero. Dopo la morte del padre a Sampierdarena nel 1785, David intraprese un percorso artistico favorito dal mecenatismo della famiglia Durazzo, che fu determinante per i suoi viaggi e la formazione culturale.
Lo storico Federico Alizeri ipotizza una sua iniziale frequentazione dell’Accademia ligustica di belle arti di Genova, ma la mancanza di riscontri archivistici rende incerta questa tesi. Un documento del 1769 lo attesta a Genova come padrino al battesimo del fratello Anton Giuseppe.

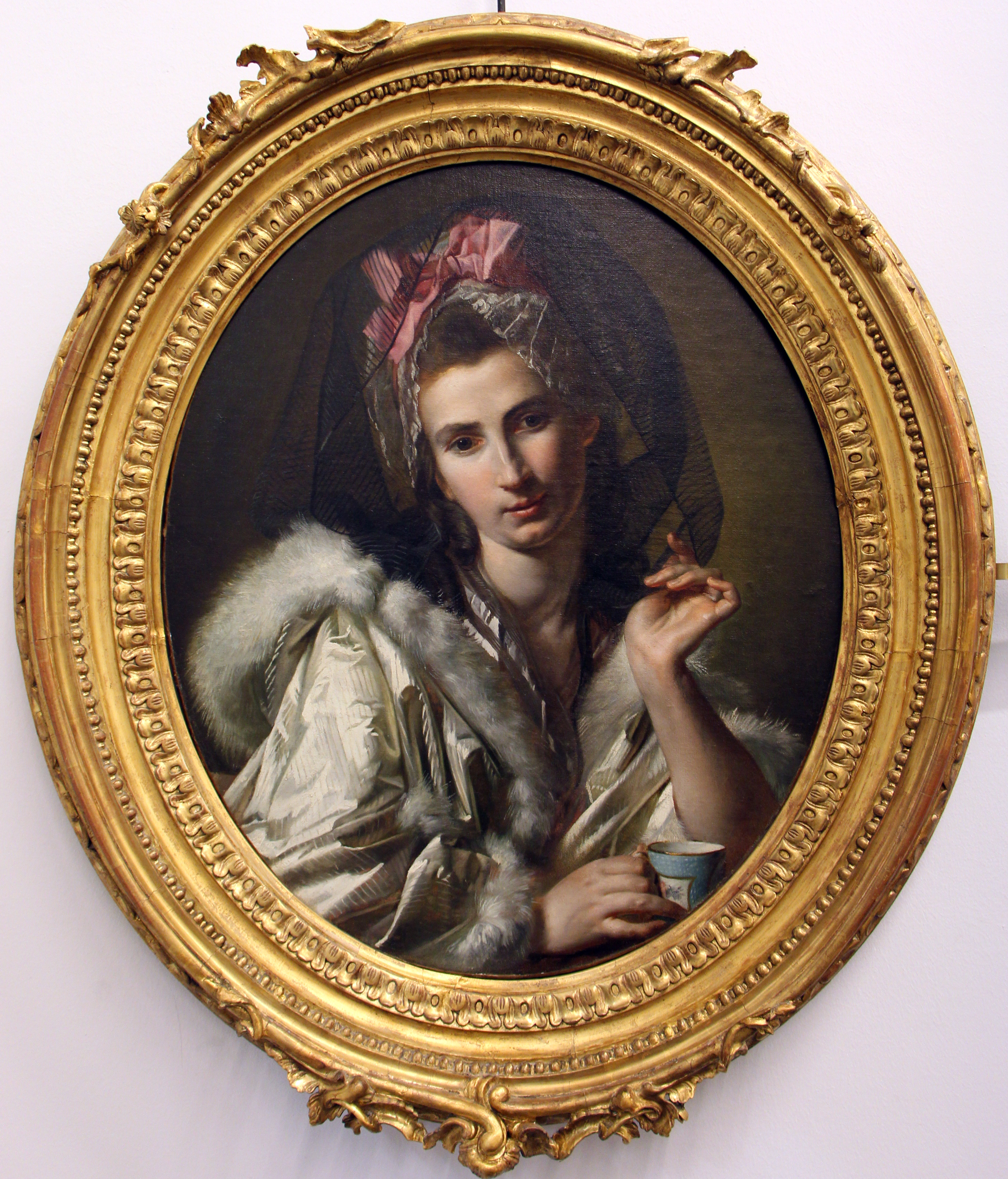
Dama con tazzina di caffè

### Periodo romano
Intorno al 1770 si trasferì a Roma, dove entrò in contatto con Domenico Corvi, che lo influenzò notevolmente. Nel 1775 vinse il premio Balestra per la pittura dell'Accademia di San Luca. A questo soggiorno potrebbe riferirsi il Sotterraneo con tombe, disegno acquerellato che riflette il gusto “rovinistico” allora in voga nella capitale.

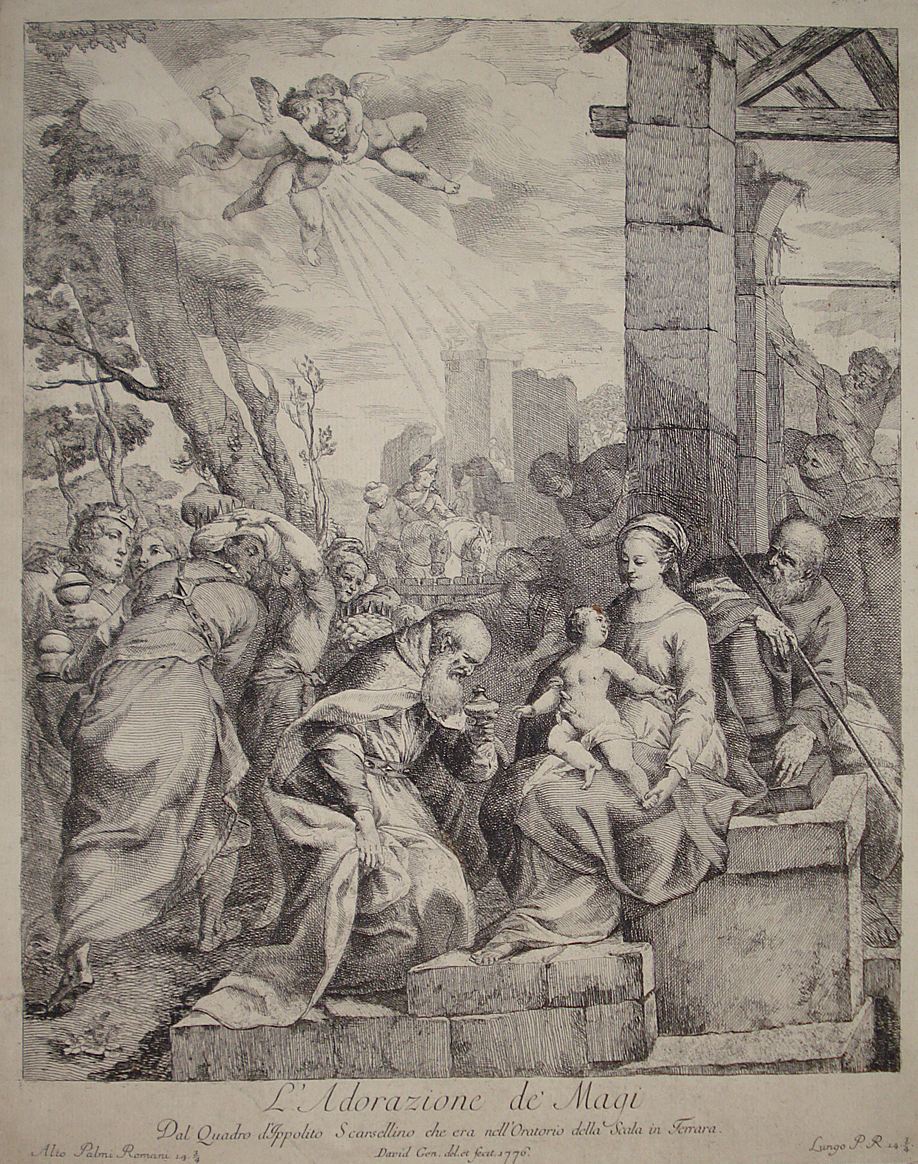
Adorazione dei Magi da Dosso Dossi

### Attività a Venezia
Nel 1775 si stabilì a Venezia, sotto la protezione di Giacomo Durazzo, ambasciatore imperiale. Qui si dedicò con intensità all’incisione: realizzò una serie di acqueforti con ritratti e figure popolari, datate 1775, alcune delle quali dedicate a Corvi, che lo identificano come suo allievo. Un esempio è l’allegoria di Giacomo Durazzo (Albertina, Vienna).
A Venezia David studiò approfonditamente la pittura veneta, assimilando elementi compositivi e cromatici che lo distaccarono dal classicismo romano. Sperimentò con efficacia l'acquatinta, che gli permise di unire l'immediatezza grafica alla resa pittorica.
Fra le opere grafiche di questo periodo:
- Adorazione dei Magi da Dosso Dossi (1776)
- Serie storico-mitologiche dedicate a Ernestina di Weissenwolf, tra cui:
  - Il sacrificio di Polissena
  - Ifigenia e Oreste in Tauride
  - Mercurio uccide Argo
  - Vino pellite curas (Baccanale)
  - La storia di Isabella (dal Orlando Furioso)
  - Dedalo e Icaro (Palazzo Rosso, Genova)

Nel 1776 realizzò a Genova la Crocefissione con schiavi in catene, testimoniando un breve ritorno in patria. Ad essa si collega lo Studio di ritratto di negro (collezione privata genovese).

### Attività grafica e scenografica
David sviluppò un vasto corpus grafico, spesso in bilico tra acquaforte e acquatinta, con soggetti che includono:
- Due femmine che sacrificano presso un tripode
- L’ancella di Pilato che tenta S. Pietro
- Lucrezia che stringe il pugnale
- Idillio di putti con la statua di Iside
- La Statuaria
- La Pittura (allegoria conservata in collezione privata, diversa per tecnica e formato da quella citata da Alizeri)
- Giocatori di dadi (Accademia ligustica, Genova)[4]

Collaborò inoltre alla scenografia del Teatro La Fenice di Venezia e realizzò il frontespizio raffigurante il palazzo Durazzo, inciso da Giulio Campiccioli su disegni di Ricci, pubblicato da Teodoro Viero.

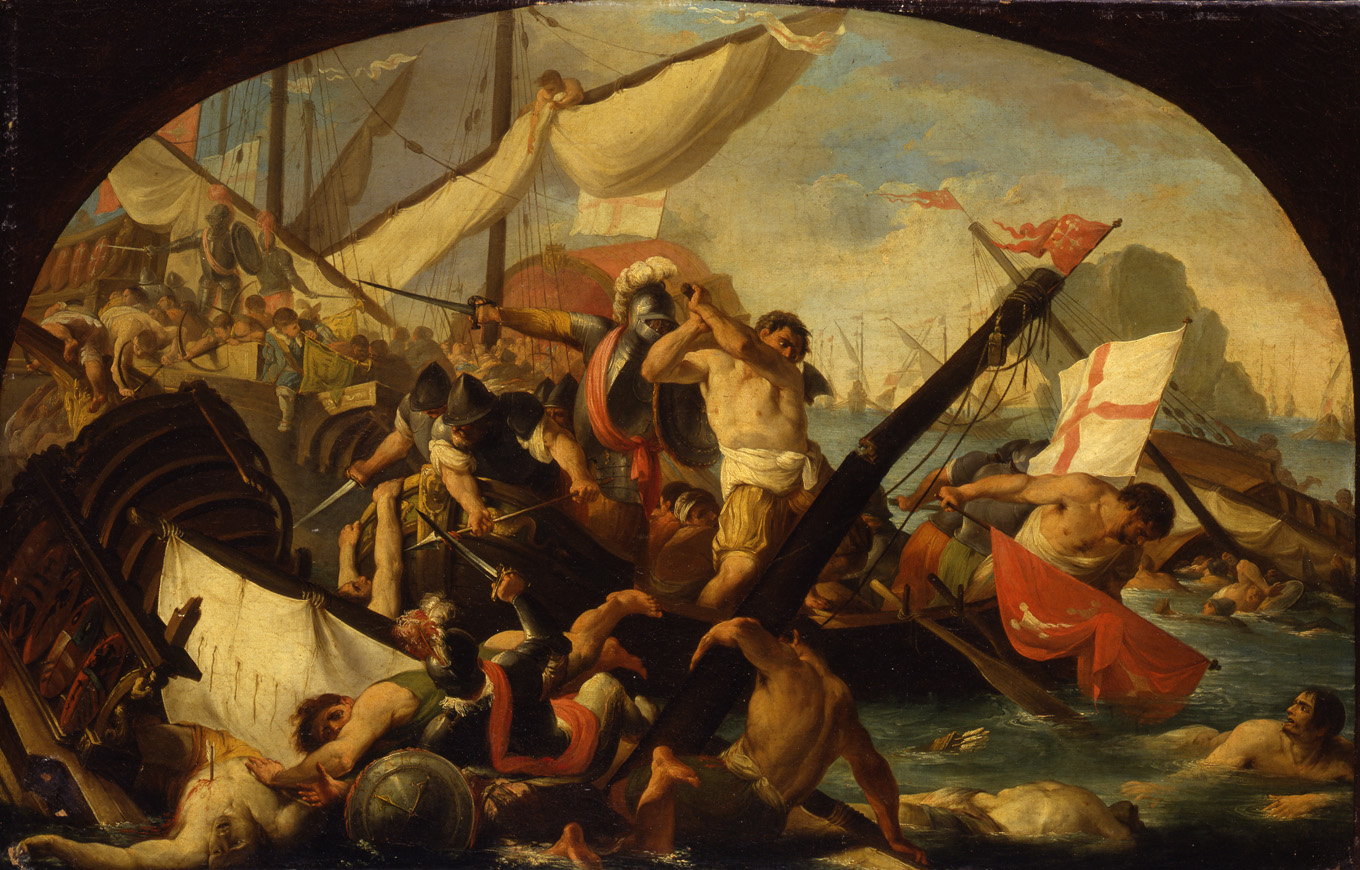
Battaglia della Meloria, Palazzo Ducale di Genova

### Ritorno a Genova
Tornato a Genova negli ultimi anni del decennio, vi svolse un'intensa attività pittorica pur continuando a viaggiare all’estero, in Francia, Inghilterra e Paesi Bassi. Da un soggiorno olandese deriva probabilmente il Fumatore di pipa (da Teniers), opera che anticipa il gusto fiammingo e olandese del XIX secolo.
Nel 1778 realizzò la Battaglia della Meloria per il Palazzo Ducale di Genova, cui si affiancano due bozzetti preparatori conservati a Palazzo Reale. Collaborò con Nicola Rossi alla decorazione della chiesa genovese di Santa Maria del Rifugio (oggi distrutta), e con il convento delle suore brignoline, per cui dipinse Maria venerata dalle suore.
Tra il 1783 e il 1785 eseguì La presentazione al tempio per la chiesa di Santa Maria delle Vigne. Per la chiesa del Carmine dipinse due grandi tele sulla vita di sant’Agnese, completate da C. F. Baratta dopo la sua morte e presentate pubblicamente nel 1791.
David ha lasciato anche un notevole Autoritratto (Galleria nazionale di Palazzo Reale, Genova) e una serie di sei grandi acquerelli mitologici, già a Palazzo Podestà Bruzzo. Le opere coniugano la teatralità veneta a una coloristica più emotiva, prefigurando il romanticismo.
Partecipò alla mostra Neoclassicismo e Romanticismo in Liguria (1975), con 25 opere, tra cui:
- Antonio e Cleopatra (Palazzo Rosso, Genova)
- Disegno commemorativo del cenotafio per Carlo III (1789)
- Ritratto del conte Giacomo Durazzo (Palazzo Rosso)

### Morte
Morì improvvisamente di apoplessia il 25 gennaio 1790 a Genova, e fu sepolto nella chiesa di San Sisto.